# إيكس ليبان
إيكس ليبان (بالفرنسية: Aix-les-Bains)‏ هي بلدية فرنسية في إقليم سافوا بمنطقة أوفيرن-رون ألب بجنوب شرق فرنسا.
إيكس هي محطة سياحية ومنتجع استشفائي رائد في فرنسا. وهي ثاني أكبر مدينة للمصيف من حيث عدد السكان. اكتسبت شهرة عالمية وتحولت مقدصا للعائلات الأميرية والأثرياء لقضاء عطلهم. على الرغم من أن الحمامات لم تعد نشاطها الرئيسي، فإن المنطقة لا تزال مهمة للرياضات والأنشطة المائيةـ حيث عوضت المدينة مداخيلها عن طريق تطوير السياحة الجبلية والمائية. تستضيف ما يصل إلى 200,000 زائر في العام
إيكس هي كذلك مدينة صناعية، حيث تتمركز شركات كبيرة مثل ألستوم، ومقر شركات ليون جروس، ايكسام، إيه بي بي، ومصنع سلع جلدية عالية الجودة.

## المناخ
يظهر الجدول التالي التغييرات المناخية على مدار السنة لإيكس ليبان:
| البيانات المناخية لـإيكس ليبان    | البيانات المناخية لـإيكس ليبان | البيانات المناخية لـإيكس ليبان | البيانات المناخية لـإيكس ليبان | البيانات المناخية لـإيكس ليبان | البيانات المناخية لـإيكس ليبان | البيانات المناخية لـإيكس ليبان | البيانات المناخية لـإيكس ليبان | البيانات المناخية لـإيكس ليبان | البيانات المناخية لـإيكس ليبان | البيانات المناخية لـإيكس ليبان | البيانات المناخية لـإيكس ليبان | البيانات المناخية لـإيكس ليبان | البيانات المناخية لـإيكس ليبان |
| الشهر                             | يناير                          | فبراير                         | مارس                           | أبريل                          | مايو                           | يونيو                          | يوليو                          | أغسطس                          | سبتمبر                         | أكتوبر                         | نوفمبر                         | ديسمبر                         | المعدل السنوي                  |
| --------------------------------- | ------------------------------ | ------------------------------ | ------------------------------ | ------------------------------ | ------------------------------ | ------------------------------ | ------------------------------ | ------------------------------ | ------------------------------ | ------------------------------ | ------------------------------ | ------------------------------ | ------------------------------ |
| الدرجة القصوى °م (°ف)             | 17.9 (64.2)                    | 20.5 (68.9)                    | 25.1 (77.2)                    | 29.5 (85.1)                    | 32.7 (90.9)                    | 36.1 (97.0)                    | 38.8 (101.8)                   | 38.8 (101.8)                   | 32.0 (89.6)                    | 29.0 (84.2)                    | 23.3 (73.9)                    | 22.7 (72.9)                    | 38.8 (101.8)                   |
| متوسط درجة الحرارة الكبرى °م (°ف) | 5.9 (42.6)                     | 7.9 (46.2)                     | 12.6 (54.7)                    | 16.3 (61.3)                    | 20.8 (69.4)                    | 24.6 (76.3)                    | 27.4 (81.3)                    | 26.6 (79.9)                    | 22.0 (71.6)                    | 16.7 (62.1)                    | 10.1 (50.2)                    | 6.4 (43.5)                     | 16.5 (61.7)                    |
| المتوسط اليومي °م (°ف)            | 2.2 (36.0)                     | 3.6 (38.5)                     | 7.4 (45.3)                     | 10.7 (51.3)                    | 15.2 (59.4)                    | 18.7 (65.7)                    | 21.0 (69.8)                    | 20.4 (68.7)                    | 16.5 (61.7)                    | 12.0 (53.6)                    | 6.3 (43.3)                     | 3.1 (37.6)                     | 11.4 (52.5)                    |
| متوسط درجة الحرارة الصغرى °م (°ف) | −1.5 (29.3)                    | −0.7 (30.7)                    | 2.1 (35.8)                     | 5.1 (41.2)                     | 9.7 (49.5)                     | 12.8 (55.0)                    | 14.7 (58.5)                    | 14.2 (57.6)                    | 11.0 (51.8)                    | 7.4 (45.3)                     | 2.5 (36.5)                     | −0.2 (31.6)                    | 6.5 (43.7)                     |
| أدنى درجة حرارة °م (°ف)           | −19.0 (−2.2)                   | −14.4 (6.1)                    | −10.3 (13.5)                   | −4.6 (23.7)                    | −1.4 (29.5)                    | 2.8 (37.0)                     | 5.4 (41.7)                     | 5.0 (41.0)                     | 1.0 (33.8)                     | −4.3 (24.3)                    | −10.8 (12.6)                   | −13.5 (7.7)                    | −19.0 (−2.2)                   |
| الهطول مم (إنش)                   | 102.6 (4.04)                   | 91.5 (3.60)                    | 100.0 (3.94)                   | 92.2 (3.63)                    | 104.2 (4.10)                   | 94.8 (3.73)                    | 86.6 (3.41)                    | 91.7 (3.61)                    | 111.8 (4.40)                   | 122.6 (4.83)                   | 105.0 (4.13)                   | 118.0 (4.65)                   | 1٬221 (48.07)                  |
| متوسط أيام هطول الأمطار           | 9.8                            | 8.2                            | 10.4                           | 10.3                           | 11.5                           | 9.7                            | 7.9                            | 8.9                            | 8.6                            | 10.8                           | 10.0                           | 10.5                           | 116.6                          |
| ساعات سطوع الشمس الشهرية          | 77.7                           | 104.4                          | 156.7                          | 172.8                          | 202.5                          | 234.0                          | 260.1                          | 232.5                          | 176.3                          | 121.4                          | 71.2                           | 60.6                           | 1٬870٫3                        |
| المصدر: Météo France              |                                |                                |                                |                                |                                |                                |                                |                                |                                |                                |                                |                                |                                |

## توأمة
لإيكس ليبان اتفاقيات توأمة مع كل من:
- فيربانكس
- كيسلوفودسك
- ميلينا
- مولاي يعقوب
- روزميري
- سالسومادجوري تيرمي

## راجع أيضا
- مفاوضات إيكس ليبان

## أعلام
- قاي بيرتن
- تيري تولاسن
- هيرفي رونار
- جيل بيرنهايم
- ليديا بيكر
- ألفرد باوتشر
- ألان صورال